# 紀元前382年
紀元前382年（きげんぜん382ねん）は、ローマ暦の年である。
当時は、「クラッスス、ムギラヌス、コルネリウス、フィデナス、カメリヌス、マメルキヌスが執政武官に就任した年」として知られていた（もしくは、それほど使われてはいないが、ローマ建国紀元372年）。紀年法として西暦（キリスト紀元）がヨーロッパで広く普及した中世時代初期以降、この年は紀元前382年と表記されるのが一般的となった。

## 他の紀年法
- 干支 : 己亥
- 日本
  - 皇紀279年
  - 孝安天皇11年
- 中国
  - 周 - 安王20年
  - 秦 - 献公3年
  - 晋 - 孝公7年
  - 楚 - 悼王20年
  - 斉 - 康公23年
  - 田斉 - 斉侯剡3年
  - 燕 - 簡公33年
  - 趙 - 敬侯5年
  - 魏 - 武侯14年
  - 韓 - 文侯5年
- 朝鮮
  - 檀紀1952年
- ベトナム :
- 仏滅紀元 : 163年
- ユダヤ暦 :

## できごと

### ギリシア
- テーバイの将軍で政治家であったペロピダスは、アテナイに逃れ、スパルタの支配からテーバイを解放する活動を率いるようになった。
- 前年のテーバイの占拠の際に、承認なく独走したことを咎められ、ポイビダスは指揮官を解任されたが、スパルタは引き続き、テーバイを確保し続けた。スパルタ王アゲシラオス2世は、ポイビダスの行動はスパルタに利益をもたらしたのであり、行動は国に利益をもたらすか否かで判断すべきだとして、ポイビダスを罰することに反対した[1]。

## 誕生
- ピリッポス2世、マケドニア王、 アレクサンドロス3世（大王）の父（+ 紀元前336年）
- アンティゴノス1世、アレクサンドロス3世（大王）配下の将軍、アンティゴノス朝の開祖（+ 紀元前301年）